# The Roof Tree
The Roof Tree è un film muto del 1921 diretto da John Francis Dillon. Interpretato da William Russell e Florence Deshon, il film era basato sul romanzo The Roof Tree di Charles Neville Buck, pubblicato nel 1921.

## Produzione
Il film fu prodotto dalla Fox Film Corporation

## Distribuzione
Distribuito dalla Fox Film Corporation che lo fece uscire nelle sale statunitensi il 25 dicembre 1921.